# Majoraat
Het majoraat is een verdeelsysteem voor erfenissen (waaronder titulatuur enz) gebaseerd op Fideï-commis.
Bij deze verdeling gaat het te erven goed (zoals de titel "koning") in zijn geheel over op de oudste zoon. Het is vooral van belang bij de troonopvolging.
Het systeem bestond in Engeland, Frankrijk en Duitsland als majorat, in Spanje als Mayorazgo, in Portugal als morgado en in Polen als ordynacja.